# Alpské vyhlídky v Česku

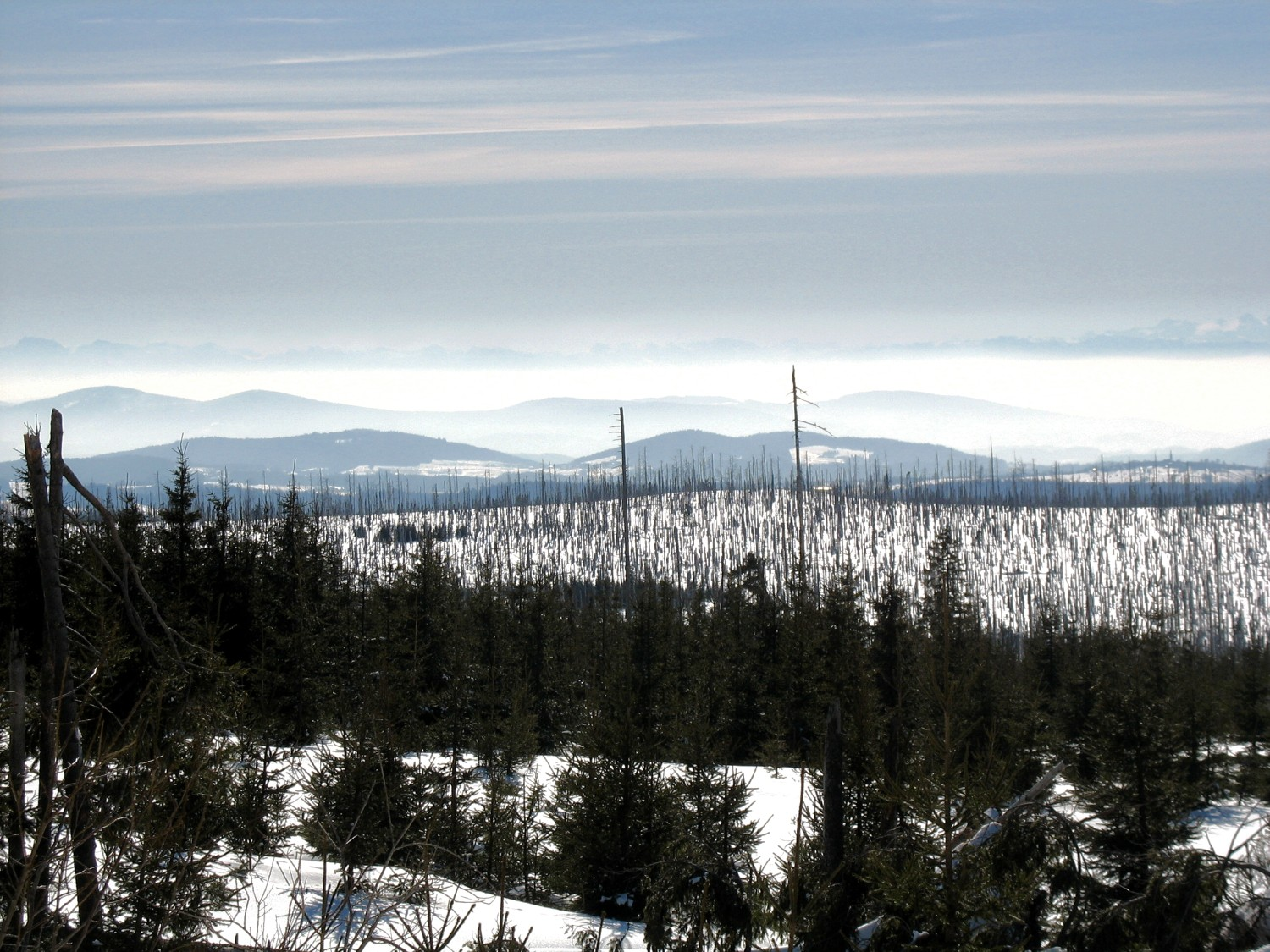
Alpy z vyhlídky na svahu Černé hory na Šumavě

Alpské vyhlídky v Česku jsou místa, z nichž jsou viditelné vrcholy rakouských Alp. Tato místa se vzhledem k poloze Alp nacházejí převážně v Jihočeském kraji (Šumava, Šumavské podhůří, Lišovský práh), ale také v Plzeňském kraji, Jihomoravském kraji (Drahanská vrchovina) a na pomezí Jihomoravského a Zlínského kraje (Chřiby). Často jsou Alpy pozorovány také z jižních částí Kraje Vysočina (Třebíčsko). Dohlednost Alp v českých podmínkách mnohdy znamená dohlednost nejprominentnějších vrcholů Severních vápencových Alp, např. Dachsteinu, Schneebergu nebo Ötscheru, které skýtají možnost nejvzdálenějšího pozorování (někdy až 260 km). Vzdálenost alpských vrcholů od česko-rakouské státní hranice je 70 km a více, což znamená, že k Alpám lze dohlédnout pouze při podmínkách výborné dohlednosti. Ty nastávají především při jasném počasí a v suchém studeném vzduchu, který je průzračný. Naopak atmosférické fronty vázané na tlakové níže dodávají do vzduchu více vlhkosti a dohlednost se výrazně snižuje. Pro potvrzení (či vyvrácení) viditelnosti určitého vrcholu lze využít online generátor panoramat či (méně přesný) generátor rozhledové plochy.